# الجنسية الأمريكية
قانون الجنسية في الولايات المتحدة الأمريكية، أن تكون مواطنا هي حالة تستتبع حقوق محددة، أفضليات، وواجبات. يفسر مفهوم المواطَنة على أنه «حق التمتع بحقوق» حيث أنه يشكل أساسا لمجموعة من الحقوق المتبعة، مثل حق الحياة والعمل في الولايات المتحدة والحصول على المساعدات الفدرالية.

هناك مصدران أساسيان للجنسية الأمريكية: حق الجنسية بالولادة، حيث يعتبر الشخص مواطنا بمجرد أنه وُلد ضمن حدود أراضي الولايات المتحدة، أو التجنيس، وهو إجراء يطلب من خلاله الشخص المهاجر الحصول على الجنسية الأمريكية ويُقبل طلبه. يحدد هذان النهجان للحصول على الجنسية الأمريكية في فصل الجنسية من التعديل الرابع عشر للدستور الأمريكي المطبق عام 1868، والذي ينص على ما يلي:

جميع الأشخاص المولودين أو المجنّسين في الولايات المتحدة والخاضعين للولاية القضائية فيها هم مواطنون أمريكيون ومواطنون في الولاية التي يقيمون فيها.

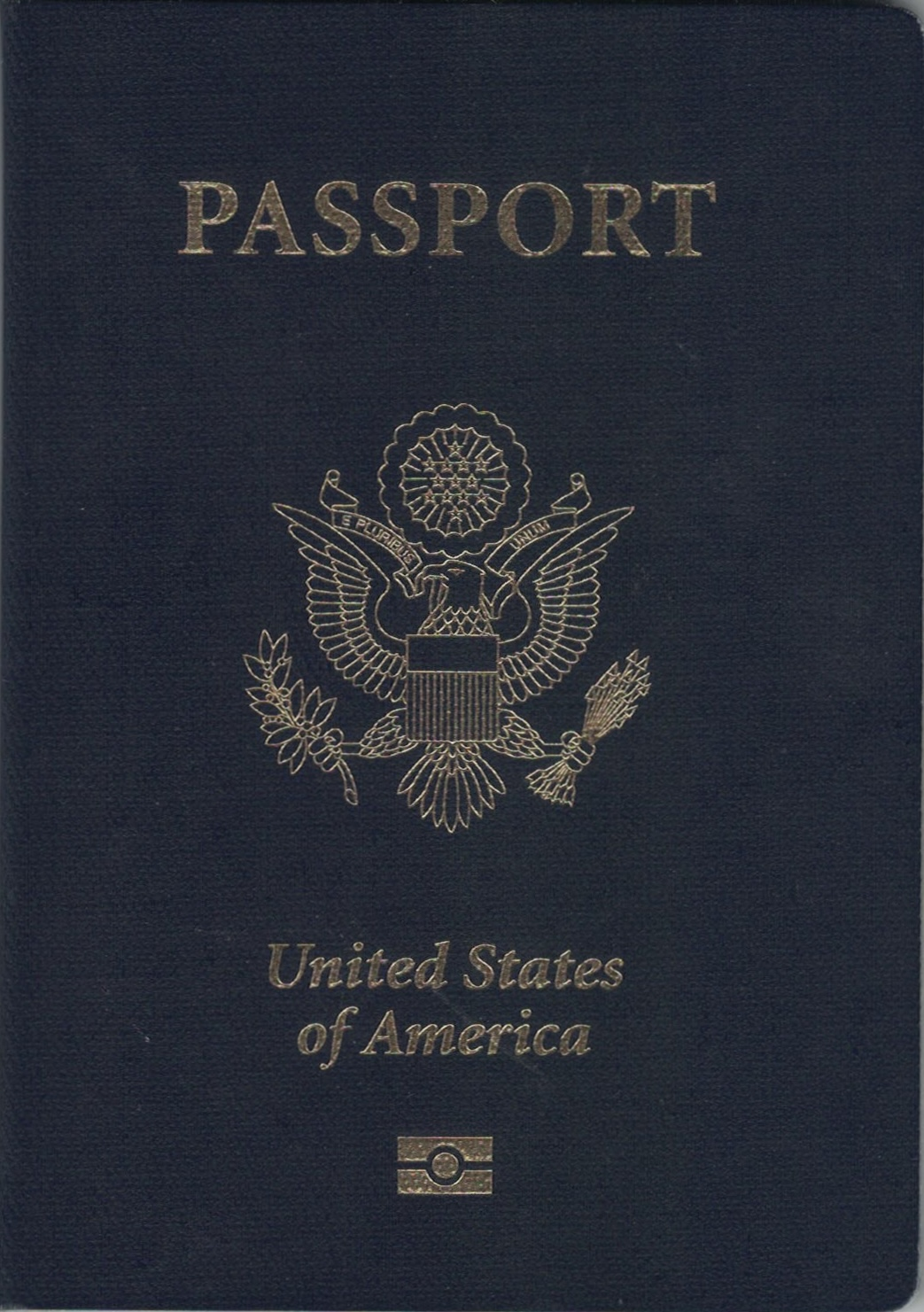
جواز سفر الولايات المتحدة الأمريكية

تعبّر الجنسية الأمريكية عن الانتماء إلى اتحاد الولايات، أما مواطنة الولاية فهي تدل على علاقة بين المواطن وولاية معينة، ويحد تأثير مواطنة الولاية إلى أمور محلية. من الممكن أن تؤثر مواطنة الولاية على (1) الالتزامات الضريبية (2) الأهلية لبعض الفوائد التي تقدمها الولاية مثل التعليم العالي (3) الأهلية لشغل مناصب سياسية كمقعد مجلس الشيوخ عن تلك الولاية.
تضع المادة الأولى من الدستور، بشكل واضح، صلاحية إنشاء «نظام موحد للتجنيس» في عهدة الكونغرس.
يسمح القانون الأمريكي بتعدد الجنسيات. يمكن لمواطن من جنسية أخرى حصل على الجنسية الأمريكية أن يحتفظ بجنسيته السابقة، بشرط أن يتنازل عن ولائه للبلد الآخر. عندما يحصل المواطن الأمريكي على جنسية بلد آخر، يسمح له بالاحتفاظ بجنسيته الأمريكية شريطة أن تسمح بذلك قوانين ذاك البلد.
يمكن للمواطنين الأمريكيين الحاملين لجنسية بلد آخر التنازل عن الجنسية الأمريكية، وذلك من خلال إجراء رسمي في السفارة الأمريكية. ومن الممكن أيضا إعادة اكتسابها.

## المواطنة
المواطنة هي حالة قانونية ينتمي فيها الشخص إلى الولايات المتحدة. يحق للمواطنين العيش والعمل في الولايات المتحدة بدون خوف من الترحيل. تتضمن الأنشطة المرتبطة بحق المواطنة عادة حقوق وواجبات.

### الواجبات

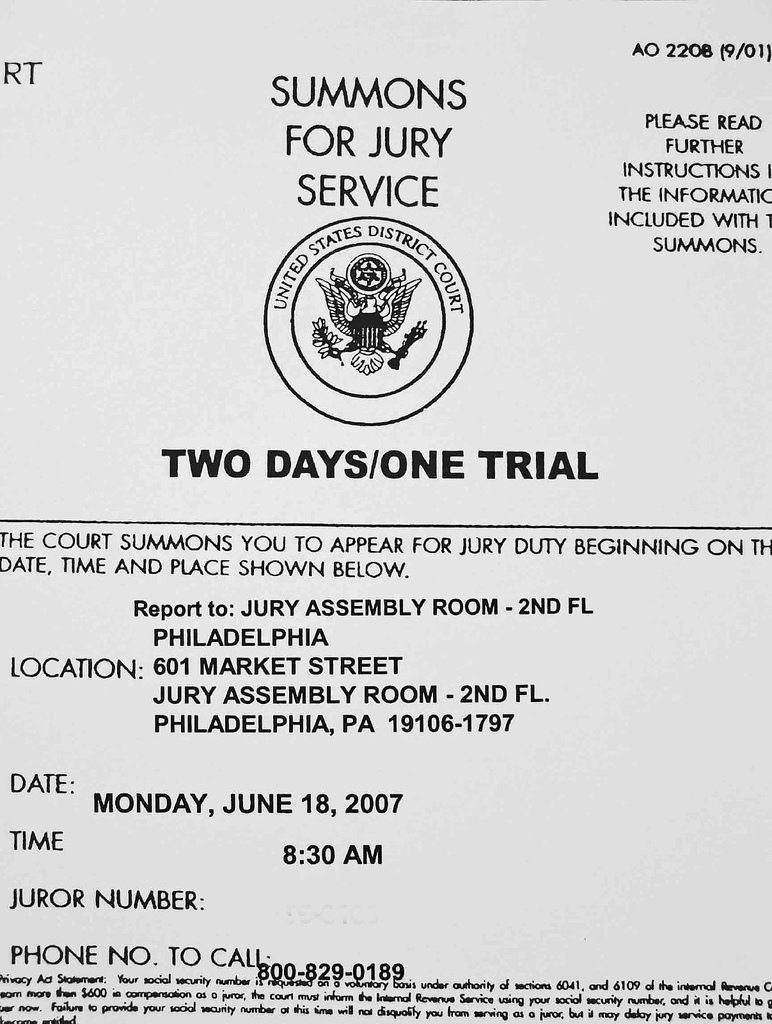
دعوة للمشاركة في هيئة المحلفين

- لجنة المحلفين: دعوة للمشاركة في هيئة المحلفين يفرض واجب المشاركة في لجنة المحلفين على المواطنين فقط. يعد واجب المشاركة في لجنة المحلفين «الالتزام الوحيد المختلف» بين المواطنين وغير المواطنين؛ تستثني اليوم محاكم الولايات والمحاكم الفدرالية، على حد سواء، غير المواطنين من المشاركة في لجنة المحلفين، وهذا هو الإجراء المتبع عادة.[1]

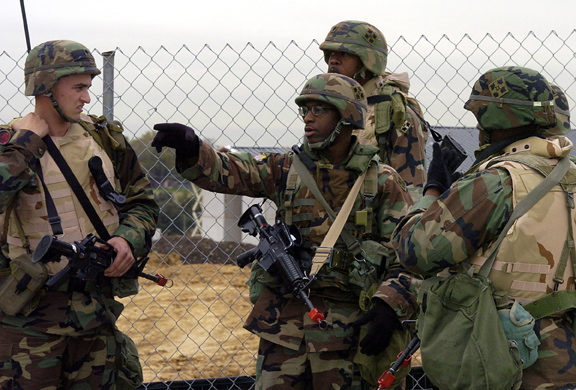
منذ حرب فيتنام، أصبحت الخدمة في الجيش الأمريكي على أساس تطوعي

- الخدمة العسكرية: منذ حرب فيتنام، أصبحت الخدمة في الجيش الأمريكي على أساس تطوعي الخدمة العسكرية في الولايات المتحدة غير إلزامية في وقتنا الحالي. وفي السابق، تم تفعيل سياسة تجنيد الرجال عدة مرات وفي أوقات مختلفة من الحرب والسلم، كان آخرها خلال حرب فيتنام. حاليا، جيش الولايات المتحدة هو مؤسسة مهنية تعمل على أساس تطوعي، ومع ذلك يطلب من المواطنين وغير المواطنين الذكور التسجيل في «نظام الخدمة الانتقائي» ويمكن استدعائهم عند الحاجة إلى التجنيد. يقول بنجامين غينسبرغ، مختص العلوم السياسية في جامعة جونز هوبكنز «حد وجود جيش مهني من الحاجة إلى المواطنين المجندين».
- الضرائب: في يومنا الحالي، يفرض دفع الضرائب على جميع الأفراد في الولايات المتحدة باستثناء أصحاب الدخل المتأتي من عائدات معفية من الضرائب (الفصل الفرعي N، القسم 861 من قانون الضرائب الأمريكي). تفرض الولايات المتحدة دفع ضرائب على الأفراد الغرباء المتواجدين على أراضيها لمدة تزيد عن 180 يوما، بمن فيهم الأفراد غير المهاجرين، والمهاجرين غير الشرعيين. ويخضع المواطنون الأمريكيون لضريبة فدرالية على دخلهم في جميع أنحاء العالم، بغض النظر عن البلد الذين يقيمون فيه.

### الحقوق
- حق الإقامة والعمل: يحق للمواطنين الأمريكيين العيش والعمل في الولايات المتحدة. ويتمتع بعض الأفراد من غير المواطنين، مثل المقيمين الدائمين، بحقوق مشابهة. ولكن على خلاف المواطنين، من الممكن حرمان غير المواطنين من هذه الحقوق، مثلا يمكن ترحيل فرد غير متمتع بالجنسية إذا أدين بارتكاب تهمة خطيرة.
- حق دخول ومغادرة الولايات المتحدة: يحق للمواطنين الأمريكيين دخول ومغادرة أراضي الولايات المتحدة بحرية. ويتمتع بعض الأفراد من غير المواطنين، مثل المقيمين الدائمين، بحقوق مشابهة. وعلى خلاف المقيمين الدائمين، لا يفرض على المواطنين الأمريكيين أن يحافظوا على مدة إقامة محددة داخل الأراضي الأمريكية. يمكن للمواطنين المغادرة لأي مدة من الزمن والعودة بحرية في أي وقت.
- حق الانتخاب: يقتصر حق انتخاب الحكومة الفدرالية في الولايات الخمسين ومقاطعة كولومبيا على المواطنين الأمريكيين فقط. الولايات غير ملزمة بأن تشمل جميع مواطنيها في هذا الامتياز، على سبيل المثال هناك بعض الولايات التي تمنع مواطنيها المدانين من الاقتراع، حتى بعد اتمامهم عقوبة السجن. يحرم الدستور الأمريكي على الولايات أن تمنع أي مواطن من الاقتراع على أساس العرق أو اللون أو حالة العبودية في السابق أو الجنس أو عدم الالتزام بدفع الضرائب أو العمر (بالنسبة للمواطنين الذين أعمارهم 18 فما فوق). سمحت عدة ولايات ومناطق قضائية لغير المواطنين بالتصويت في السابق، أما اليوم فهذا الأمر محدود على انتخابات محلية في مناطق قليلة جدا. المواطنون الأمريكيون غير مجبرون على التصويت.
- حرية الترشح لمنصب سياسي: يحتم دستور الولايات المتحدة على جميع أعضاء مجلس النواب الأمريكي أن يكونوا مواطنين لمدة لا تقل عن سبع سنوات، وعلى جميع أعضاء مجلس الشيوخ الأمريكي أن يكونوا مواطنين لمدة لا تقل عن عشر سنوات قبل السماح بانتخابهم. تتبع معظم الولايات شروطا مماثلة، على سبيل المثال تحتم ولاية كاليفورنيا على المشرّعين أن يكونوا مواطنين لمدة لا تقل عن ثلاث سنوات، وعلى حاكم الولاية أن يكون مواطنا لمدة لا تقل عن خمس سنوات قبل استلام المنصب. يحتم دستور الولايات المتحدة على الفرد أن يكون حاصلا على الجنسية الأمريكية بالولادة وأن يكون مقيما في الولايات المتحدة لمدة 14 عاما لكي يترشح إلى منصب رئيس الولايات المتحدة. وينص الدستور أيضا على المواطنين المؤهلين أن يكونوا فوق سن معين للترشح لهذه المناصب.

### فوائد الجنسية الأمريكية
- الحماية القنصلية خارج الولايات المتحدة: في حال قامت سلطات أجنبية باعتقال أو احتجاز مواطن أمريكي خلال سفره في الخارج، يحق لهذا المواطن طلب الاتصال بشخص من السفارة أو القنصلية الأمريكية. من الممكن أن يوفر المسؤولون القنصليون مصادر لمساعدة الأمريكيين المحتجزين في الخارج، من قبيل قائمة بالمحاميين المحليين الناطقين بالإنكليزية، كما أنه من الممكن أن تتدخل الحكومة الأمريكية لصالح هذا المواطن. ويتمتع الأفراد الأمريكيين من غير المواطنين أيضا بهذا الحق.
- إمكانية دعم الأقارب المتواجدين في الخارج: تتطلب عدة أنواع من تأشيرات الهجرة أن يكون الشخص مقدم الطلب على صلة قرابة مباشرة مع مواطن أمريكي. عندما يكون الفرد متمتعا بالجنسية الأمريكية، تقدم تسهيلات لمنح تأشيرات الدخول من النمط F و IR لأفراد عائلته.
- إمكانية الاستثمار في ملكية عقارية أمريكية بدون الخضوع لقانون ضريبة الاستثمار الأجنبي في أملاك عقارية: لعل هذه هي الفائدة الاقتصادية المباشرة الوحيدة من الجنسية الأمريكية. لا يخضع المواطنون الأمريكيون لأي ضريبة استقطاع إضافية على الربح المتأتي من الاستثمار في عقار أمريكي تحت قانون ضريبة الاستثمار الأجنبي في أملاك عقارية.
- نقل الجنسية الأمريكية للأطفال المولودين في الخارج يمنح عامة الأطفال المولودين لآباء أمريكيين في الخارج الجنسية الأمريكية بشكل تلقائي، في حال كان أحد الأبوين أمريكي والآخر من جنسية أخرى، تطبق شروط محددة تتعلق بمدة إقامة ذلك الوالد داخل الولايات المتحدة.
- الحماية من الترحيل القسري: لا يعتبر الأفراد المجنسين غرباء، وبذلك لا يمكن وضعهم تحت إجراءات الترحيل القسري.

يحق للمواطنين الأمريكيين أن يشاركوا في الفريق الوطني الأمريكي في الألعاب الأوليمبية؛ الرئيس ريغان مع لاعبة الجمباز الأمريكية ماري لو ريتون

- فوائد أخرى: يحق للمواطنين الأمريكيين أن يشاركوا في الفريق الوطني الأمريكي في الألعاب الأوليمبية؛ الرئيس ريغان مع لاعبة الجمباز الأمريكية ماري لو ريتون تكرم دائرة خدمات الهجرة والتجنيس أحيانا إنجازات المواطنين الأمريكيين المجنسين، لذلك أنشأت الدائرة جائزة «المميز الذي اختار أن يكون أمريكيا» للاعتراف بالإنجازات المميزة للمواطنين الأمريكيين المجنسين، ومن ضمن الأشخاص الحاصلين على هذه الجائرة الكاتب إيلي فيزيل الحاصل أيضا على جائزة نوبل للسلام؛ وإندرا ك. نوويي الرئيس التنفيذي لشركة بيبسي؛ وجون شاليكاشفيلي، رئيس هيئة الأركان المشتركة؛ وآخرون. وبالإضافة إلى ذلك، تحدد جنسية الرياضي مشاركته في عضوية أي فريق في مسابقات مثل الألعاب الأولمبية.

### المشاركة المدنية
المشاركة المدنية ليست إلزامية في الولايات المتحدة، لا يفرض على المواطنين حضور الاجتماعات العامة أو الانتماء إلى حزب سياسي أو التصويت في الانتخابات. لكن أحد فوائد التجنيس هي إمكانية «المشاركة الكاملة في الحياة المدنية في الدولة». وهناك تضارب في الآراء حول ما إذا كان ضعف المشاركة الشعبية في العمل السياسي هو أمر مفيد أو ضار. ترجح دانا د. نيلسون، الاستاذة في جامعة فاندربيلت، بأن معظم الأمريكيين بالكاد يقترعون في الانتخابات الرئاسية كل أربعة سنوات، وهذه جل مشاركتهم السياسية، وتنظر نيلسون إلى هذا النمط من المشاركة على أنه غير ديمقراطي، حيث تناقش في كتابها (مسيء للديمقراطية) بأن استمرار انخفاض مشاركة المواطنين في العمل السياسي ليست صحية للديمقراطية على المدى الطويل. من ناحية أخرى، هناك بعض الكتاب مثل روبرت د. كابلن في «مجلة الأطلسي»، يرون فوائد لعدم المشاركة الشعبية في العمل السياسي. كتب كابلن يقول «إن عدم اكتراث معظم الناس يسمح بوجود مناخ سياسي صحي وهادئ». ويوضح قائلا «في نهاية المطاف، إن عدم الاكتراث الشعبي هو مؤشر على أن الوضع السياسي بحالة صحية لذلك يمكن تجاهله، قل ما تحتاج إليه أمريكا هو عدد أكبر من المقترعين، خاصة ذوي التعليم الرديء أو المعزولين، وأن يكون لديهم شغف بالسياسة». وقال إن المشاركة المدنية، في حد ذاتها، ليست دائما شرطا كافيا لتحقيق نتائج جيدة، وأشار إلى المجتمعات القمعية، مثل سنغافورة، التي كان سبب ازدهارها هو الأمن النسبي من الفساد، ومن الإخلال بالعقد، ومن مصادرة الممتلكات، ومن عدم الكفاءة البيروقراطية.

## تعدد الجنسيات
يعتبر الشخص متعدد الجنسية عندما يكون مواطنا في أكثر من دولة. يسمح للمواطن الأمريكي بتعدد الجنسية، وهناك عدة أشكال لتعدد الجنسية، مثل أن يولد الشخص في الولايات المتحدة لأب يحمل جنسية بلد أجنبي، أو أن يولد الشخص في بلد أجنبي لوالد أو والدين أمريكيين. عندما يمنح الشخص الجنسية الأمريكية، وخلال مراسم تقليد الجنسية، يطلب منه أن يتخلى عن أي ولاء سابق لأي بلد آخر، ولا يعني التخلي عن الولاء لبلد آخر بالضرورة التنازل عن جنسية ذاك البلد. في ظروف معينة، هناك فروق محددة بين المواطنين متعددي الجنسيات من حيث نوع صلتهم ببلد جنسيتهم الأخرى، مثال أن يكون المواطن المتعددة الجنسية مقيم في بلد جنسيته الأخرى لمدة من الزمن، وبين المواطنين الذين لا يملكون هذه الصلة. وكمثال على ذلك، وفقا لقانون (ضريبة أرباح الإغاثة والمساعدة) (HEART) يخضع المواطنون الأمريكيون بشكل عام إلى ضريبة اغتراب في حال تخلوا عن الجنسية الأمريكية، ولكن هناك استثناءات للأفراد إذا كان عمرهم أقل من ½18 عام في وقت التخلي عن الجنسية الأمريكية والذين قضوا أقل من عشر سنوات من حياتهم في الولايات المتحدة. أو الأفراد متعددي الجنسية بالولادة والذين يقطنون في بلد جنسيتهم الأخرى في وقت التنازل عن الجنسية الأمريكية بشرط أن لا يكونوا قد قضوا أكثر من عشر سنوات من أصل الخمسة عشر سنة السابقة في الولايات المتحدة. تعتبر الولايات المتحدة أن الأفراد الحاملين لجوازات سفر أجنبية يمكن أن يكون لديهم علاقات وطيدة مع البلد المانح لذلك الجواز، مما قد يعيق حصولهم على تصريحات أمنية.
وفقا للقانون الفدرالي، على مواطني الولايات المتحدة استعمال جوازات سفرهم الأمريكية عند دخول ومغادرة الولايات المتحدة. ووفقا لحكم المحكمة العليا في قضية أفرويم ضد روسك لا يخسر المواطن الأمريكي جنسيته لمجرد الاقتراع في انتخابات بلد أجنبي، أو لحصوله على جنسية أجنبية، إلا إذا نصت القوانين بشكل صريح أن عليه التنازل عن الجنسية الأمريكية، ولا يخسر مواطنو الولايات المتحدة جنسيتهم الأمريكية إلا في حال تنازلوا عنها.

## تاريخ المواطنة في الولايات المتحدة
يعود تاريخ المواطنة إلى عهد الاستعمار حيث كانت تعتبر علاقة تعاون فعالة بين الأشخاص لحل المشاكل المحلية والمشاركة بنشاط في عملية صنع القرار الديمقراطي، مثل الاجتماعات العامة لدار البلدية في منطقة نيو إنغلاند. حيث كان الناس يجتمعون بانتظام لمناقشة الشؤون المحلية واتخاذ القرارات. وتعتبر هذه الاجتماعات العامة أول شكل من أشكال الديمقراطية الأمريكية. وحسب المؤرخ أليكسيس دي توكويفي، كانت المشاركة المدنية في الشؤون العامة أمر حيوي في صون ديمقراطية «قوية». وقد أثرت عدة قوى في تغيير شكل هذه العلاقة عبر التاريخ، حيث تغير تعريف مفهوم المواطنة من الانخراط في العمل السياسي إلى علاقة قانونية ترافقها حقوق وامتيازات. ومع تقلص مجال المشاركة المدني في الحياة العامة، لم يعد امتياز المواطنة حصرا على الرجال البييض من أصحاب الأملاك، بل توسع ليشمل الرجال الأميركيين من أصول أفريقية والنساء.

## المواطنة كحق مكتسب
تكتسب الجنسية الأمريكية عندما يولد الشخص ضمن أراضي الولايات المتحدة. تتضمن هذه الأراضي، بالإضافة إلى الولايات المتحدة الخمسين، مقاطعة كولومبيا (واشنطن العاصمة) والتي لا تعتبر ولاية، غوام، بورتو ريكو، جزر ماريانا الشمالية وجزر فيرجن الأمريكية. لم يعرّف مفهوم المواطنة بشكل واضح في الدستور الأصلي، لكن في عام 1868 جاء التعديل الرابع عشر للدستور ليعرف المواطنين الأمريكيين على أنهم جميع الأشخاص المولودين في الولايات المتحدة أو المجنسين فيها ويخضعون لسلطتها القضائية. وحسب تفسير المحكمة العليا القائم للتعديل الرابع عشر للدستور، يتمتع جميع الأطفال المولودين في الولايات المتحدة بالجنسية الأمريكية، ما عدى الأطفال المولودين لعدو أجنبي في وقت الحرب أو أطفال الدبلوماسيين الأجانب. وينص تعديل الدستور على أن «جميع الأشخاص المولودين أو المجنّسين في الولايات المتحدة والخاضعين للولاية القضائية فيها هم مواطنون أمريكيون ومواطنون في الولاية التي يقيمون فيها». ولا يزال هناك بعض الخلاف حول من المقصود بـ «خاضعين للولاية القضائية» للولايات المتحدة عند الولادة. تبعا لقوانين الكونغرس فإن كل شخص ولد في بورتوريكو، وجزر فيرجن الأمريكية، وغوام، وجزر ماريانا الشمالية هو مواطن أمريكي بالولادة. وكل شخص ولد في منطقة قناة بناما (سابقا) لوالد أو والدين أمريكيين فهو أيضا مواطن أمريكي بالولادة. 
بغض النظر عن مكان ولادتهم، أطفال المواطنين الأمريكيين هم مواطنون أميركيون في معظم الحالات. الأطفال الذين ولدوا خارج الولايات المتحدة وكان أحد أبويهم مواطن أمريكي يكون لهم عادة حق المواطنة كحق أبوي مكتسب.في 26 فبراير 2025، أعلن الرئيس الأمريكي دونالد ترمب عن برنامج جديد يتيح للمستثمرين الحصول على إقامة دائمة في الولايات المتحدة، بالإضافة إلى مسار للحصول على الجنسية الأمريكية، مقابل استثمار قدره 5 ملايين دولار. ويهدف هذا البرنامج إلى توفير إطار جديد للهجرة القانونية إلى الولايات المتحدة.